# Wyładowanie elektrostatyczne

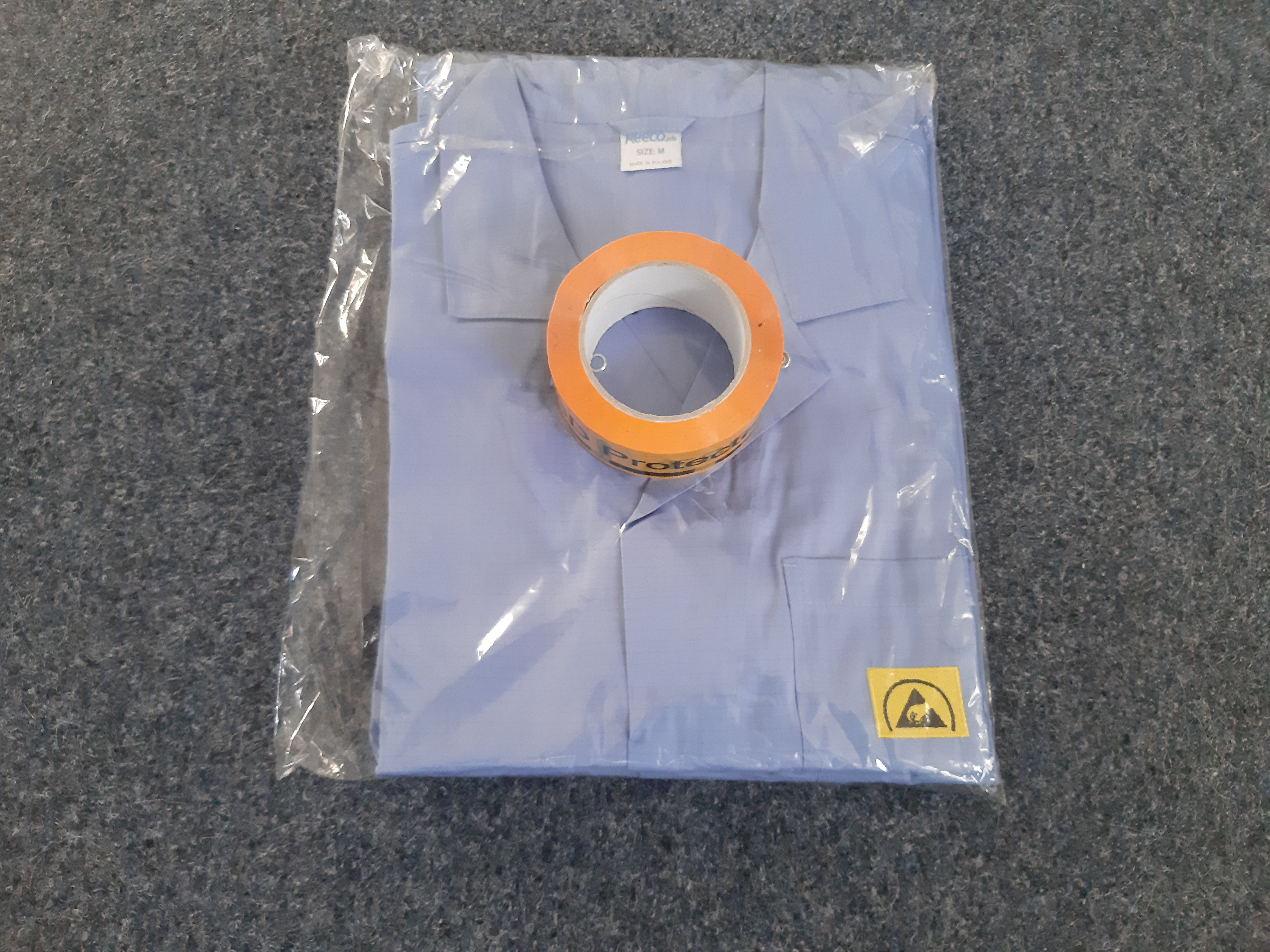
ESD Jacket

Wyładowanie elektrostatyczne (ESD, z ang. Electrostatic Discharge) – nagły chwilowy przepływ prądu elektrycznego pomiędzy dwoma obiektami o różnych potencjałach elektrycznych wytworzonych zazwyczaj przez elektryzowanie, spowodowany przez bezpośredni kontakt lub przebicie dielektryka. Termin ten jest zwykle stosowany w elektronice i przemyśle do opisania chwilowych niechcianych prądów, które mogą spowodować uszkodzenie sprzętu elektronicznego.
Wyładowania elektrostatyczne są poważnym problemem dla elementów elektronicznych, wiele urządzeń jest czułych na wyładowania elektrostatyczne np. układy scalone. Układy scalone są wykonane z materiałów półprzewodnikowych takich jak krzem i materiałów izolacyjnych, takich jak dwutlenek krzemu. Każdy z tych materiałów może ulec trwałemu uszkodzeniu w wyniku nawet niewielkiego napięcia, na skutek czego stosuje się wiele urządzeń antystatycznych.